# Värna
Värna är kyrkbyn i Värna socken i Åtvidabergs kommun i Östergötlands län. 
I byn återfinns Värna kyrka.